# Han Kang
Han Kang (Gwangju, 27 november 1970) is een Zuid-Koreaanse schrijver. In 2024 won zij de Nobelprijs voor Literatuur.

## Leven
Han Kang is de dochter van romanschrijver Han Seung-won en kind van een schrijversfamilie; haar broers zijn ook schrijver. Ze studeerde Koreaanse literatuur aan de Yonsei University in Seoul. Ze won de Yi Sang Literary Prize, de Today’s Young Artist Award en de Korean Literature Novel Award. In 2016 won ze de International Booker Prize voor fictie voor De Vegetariër, samen met vertaler Deborah Smith. Ze was de eerste Koreaan die genomineerd werd voor de prijs. In 2024 won ze de Nobelprijs voor Literatuur voor "haar intense poëtische proza, waarin ze historische trauma's onder ogen ziet en de kwetsbaarheid van het menselijk leven blootlegt." Ze is de tweede Zuid-Koreaanse Nobelprijswinnaar (na Kim Dae-jung) en de eerste Aziatische vrouw die de Nobelprijs voor literatuur won.

## Werken
Han Kang begon haar literaire carrière als dichter. Later werd zij bekend als romanschrijver. Haar debuutroman werd in 1995 gepubliceerd in Zuid-Korea. Ze heeft zeven romans gepubliceerd in Zuid-Korea en haar romans zijn onder meer vertaald in het Nederlands, Engels, Frans, Arabisch en het Spaans.

## Bekendheid buiten Zuid-Korea
Buiten Zuid-Korea werd Han Kang bekend met de roman De Vegetariër, een roman over de beslissing van een vrouw om te stoppen met het eten van vlees en de verwoestende gevolgen van deze daad van passieve rebellie. De Vegetariër is in meer dan dertig talen vertaald en was de eerste van haar boeken die in het Nederlands is vertaald. Recensies beschreven hoe Han Kang inspiratie vond voor het schrijven van De Vegetariër in de dichtregel van Yi Sang: ‘Ik geloof dat mensen planten moeten zijn.’ Zelf zei Han Kang hierover dat de rol van deze versregel tijdens het schrijven van De Vegetariër werd overdreven. In 2014 vertaalde Monique Eggermond De Vegetariër uit het Engels in het Nederlands.
Over de studentenopstand in Gwangju in 1980 schreef Han Kang de roman Mensenwerk. De opstand in haar geboortestad was een vormende ervaring voor Han Kang, hoewel ze tijdens de opstand net verhuisd was naar Seoul. Ze bezocht archieven om zo veel mogelijk ooggetuigenverslagen van de Gwangju-opstand te bestuderen voor het schrijven van Mensenwerk. De jongen waarop de hoofdpersoon uit de roman is gebaseerd woonde een tijdje in het voormalige huis van de familie Han. Ze schreef hierover in het laatste hoofdstuk van Mensenwerk. Han Kang won de Malaparte Prijs 2017 met de Italiaanse vertaling van Mensenwerk, "Atti Umani", vertaald door Adelphi Edizioni. Mensenwerk werd in het Engels vertaald als Human Acts door Deborah Smith. Monique Eggermont vertaalde de roman vanuit het Engels in het Nederlands.
Over de herinneringen aan het verlies van haar oudere zus, een baby die twee uur na haar geboorte stierf, schreef Han Kang Wit, haar derde in het Nederlands vertaalde boek. Wit is volgens Han Kang een mengeling van roman en prozagedicht. Han Kang schreef het boek toen ze drie maanden in Warschau was. Wit werd genomineerd voor de International Booker Prize 2018. Wit is in het Engels vertaald als The White Book door Deborah Smith. Marijke Versluys vertaalde het boek vanuit het Engels in het Nederlands.
In 2023 verscheen Han Kang's eerste uit het Koreaans vertaalde roman in het Nederlands, Ik zeg geen vaarwel, vertaald door Mattho Mandersloot. Eerder ontving hij de Korean Literature translation award voor zijn vertalingen van gedichten van Choi Jeong-rye.

## Vertaalproces
De romans van Han Kang werden uit het Engels vertaald in het Nederlands. Monique Eggermond, de vertaler van zowel De Vegetariër als Mensenwerk, zei in een interview dat het niet vaak gebeurt dat een vertaling uit een andere taal wordt overgenomen. Volgens haar kwam dit omdat er weinig vertalers van Koreaans naar Nederlands zijn. Monique Eggermond beschouwde zichzelf niet als expert op Koreaanse literatuur; De Vegetariër was de eerste Koreaanse roman die zij vertaalde. Ze kreeg de vertaling aangeboden. Het was voor haar technisch geen moeilijke vertaling, maar de vertaling was wel moeilijk door het zware onderwerp van de roman. Ze deed er ruim vier maanden over.
Deborah Smith vertaalde de roman De Vegetariër vanuit het Koreaans naar het Engels. Zij bood de roman zelf aan aan de uitgeverij, omdat de roman al in andere talen was vertaald. Han Kang spreekt Engels en het was de enige vertaling waarover ze via e-mail zelf direct met de vertaler kon corresponderen. Han Kang keurde de vertaling goed, maar er was dispuut bij Zuid-Koreaanse letterkundigen over de vrijheden die Deborah Smith heeft genomen bij het vertalen.  Deborah Smith vertaalde ook Human Acts en The White Book.
Mattho Mandersloot vertaalde Ik zeg geen vaarwel uit het Koreaans. Een Koreaans Nederlands woordenboek bestaat er niet, zei hij in een interview over vertalen uit het Koreaans. Daarom maakte hij vertalingen vooral uit zijn hoofd, en had hij contact met mensen die Koreaans als moedertaal spreken. In talen als het Koreaans zitten heel veel 'mimetische' woorden, die een gevoel of een situatie via hun klank tot uiting brengen. Daarvoor moest hij in zijn vertalingen vaak een creatieve oplossing bedenken.